# Arena COS Torwar
Torwar Hall es un pabellón deportivo situado en Varsovia, Polonia. Se encuentra junto al Estadio del Ejército Polaco y se utiliza principalmente para la conciertos de música popular, hockey sobre hielo y otros deportes bajo techo, es el estadio del equipo de hockey UHKS Mazowsze. Se inauguró en 1953, fue modernizado en 1999, y cuenta con un aforo para 5.000 personas. 
El Torwar Hall fue sede de la final de la Copa Saporta en 2001 en la que Maroussi B. C. derrotó al Elan Sportif Chalonnais. 
Del 22 al 28 de enero de 2007, el recinto acogió los Campeonato Europeo de Patinaje Artístico sobre Hielo de 2007. 
El escenario fue sede de la ronda preliminar del Eurobasket 2009.
El Torwar Hall es muy a menudo se utiliza para conciertos, con capacidad de 5000 a 8000 personas. Algunos de los artistas que han actuado en el son: Pearl Jam, Iron Maiden, Placebo, Depeche Mode, Jean Michel Jarre, R.E.M., Mariah Carey, Simply Red, Tokio Hotel, US5, 50 Cent, Snoop Dogg, KoRn, The Cure, Rihanna, Mark Knopfler y Alicia Keys.